# Legiunea tunetului
Legiunea tunetului este al doilea volum din trilogia Orcii, scrisă de Stan Nicholls.  În 2000, opera literară a fost nominalizată la Premiul British Fantasy.

## Rezumat
Al doilea volum începe cu Coilla și cei trei vânători. Jderița îi păcălește spunându-le că prietenii ei se află la portul Hecklowe. Jderii au scăpat din labirint pentru că l-au luat ostatic pe Tannar. Pe drum regele i-a spus lui Stryke că a patra stea se află la Pădurea Drogan, locul în care locuiește un centaur pe nume Keppatawn. Pentru ceea ce le-a zis, Tannar a cerut eliberarea, dar a fost refuzat. A încercat să fugă și a fost omorât de jderi. 
Haskeer se duce la Cairnbarrow pentru a-i da instrumentele lui Jennesta, deși este o nebunie curată. Pe drum a fost răpit de oamenii lui Hobrow. Și ceata s-a confruntat cu adepții lui Hobrow. Au aflat că sunt proscriși și că regina a pus o recompensă pe ei. Stryke a împărțit ceata în două. El cu Jup și o jumătate au plecat în căutarea Coillei, iar Alfray cu cealaltă jumătate la Drogan. Jennesta a trimis după jderi patrule de dragoni conduse de stăpâna dragonilor, un spiriduș pe nume Glozellan. În acest timp, vrăjitoarea comunica cu surorile ei. Adpar, creatură nyaddă, se războia cu merzii, o rasă vecină. Regina îi cere ajutor în căutarea stelelor. Deoarece Adpar a refuzat-o, Jennesta a trimis moartea asupra ei. Pe drumul spre Hecklowe, vânătorii s-au întâlnit cu un om pe nume Serapheim. Întâlnirea s-a încheiat repede deoarece puteau fi atacați. Portul era păzit de Supraveghetori, creaturi care impuneau ordinea prin forța mortală. Lekmann, Aulay și Jabbez s-au târguit s-o vândă pe Coilla elfului negustor de sclavi, Razzat-Kheage. Stryke l-a descoperit pe Haskeer și l-a salvat tocmai când era să fie spănzurat. Astfel au recuperat și stelele. Jderii i-au dat voie să se alăture iar cetei, dar sub supraveghere. Jumătatea de ceată a lui Stryke l-a întâlnit pe Serapheim. El le-a povestit că sergentul lor, Coilla, fusese răpită de trei vânători de recompense și dusă la Hecklowe. Apoi, misteriosul om pur și simplu a dispărut. Ajunși la Hecklowe, l-au revăzut pe Serapheim. Urmărindu-l, au ajuns la vizuina lui Kheage.
După o luptă grea, jderii au salvat-o pe Coilla și au fugit din port. Ceata s-a reunit la Golful Calyparr, lângă Pădurea Drogan. În timp ce vâna lembari, Stryke a fost prins de Razzat Kheage. Orcul a fost mai bun și i-a ucis pe elf și oamenii lui. Puțin mai târziu, orcii ajung la Keppatawn. El era un centaur șchiop deoarece demult furase o stea de la Adpar. Atunci ea a aruncat o vrajă asupra lui. Le-a spus că le dă steaua numai dacă îi aduceau o lacrimă de la regina tărâmului nyadd. Ea ar fi putut să-i vindece piciorul. Trecând prin Mlaștina Scarrock, au ajuns la încăperile lui Adpar. Ea era pe patul de moarte din cauza vrăjilor Jennestei. Când totul părea pierdut, a vărsat o lacrimă, de mila ei, pe care Coilla a pus-o într-o striclă. Moartea lui Adpar a trimis un fior telepatic, iar Jennesta află că dușmanii ei se află pe tărâmul nyadd. Pornește astfel spre Scarrock cu armata de Mani formată din zece mii de soldați. Orcii fug, dar pe drum, un jder pe nume Kestix este ucis de nyazzi. Se mai întâmplă încă un lucru rău. Ceata este atacată de Hobrow, iar Stryke cade de pe cal. Glozellan vine imediat cu dragonul și îl duce pe un vărf de munte. Acolo, Stryke se întâlnește cu Serapheim. El îi spune să nu-și piardă speranța și imediat dispare. În final, jderul aude cum instrumentele îi cântă, la fel cum i-a spus și Haskeer că s-a întâmplat.